# DKNY

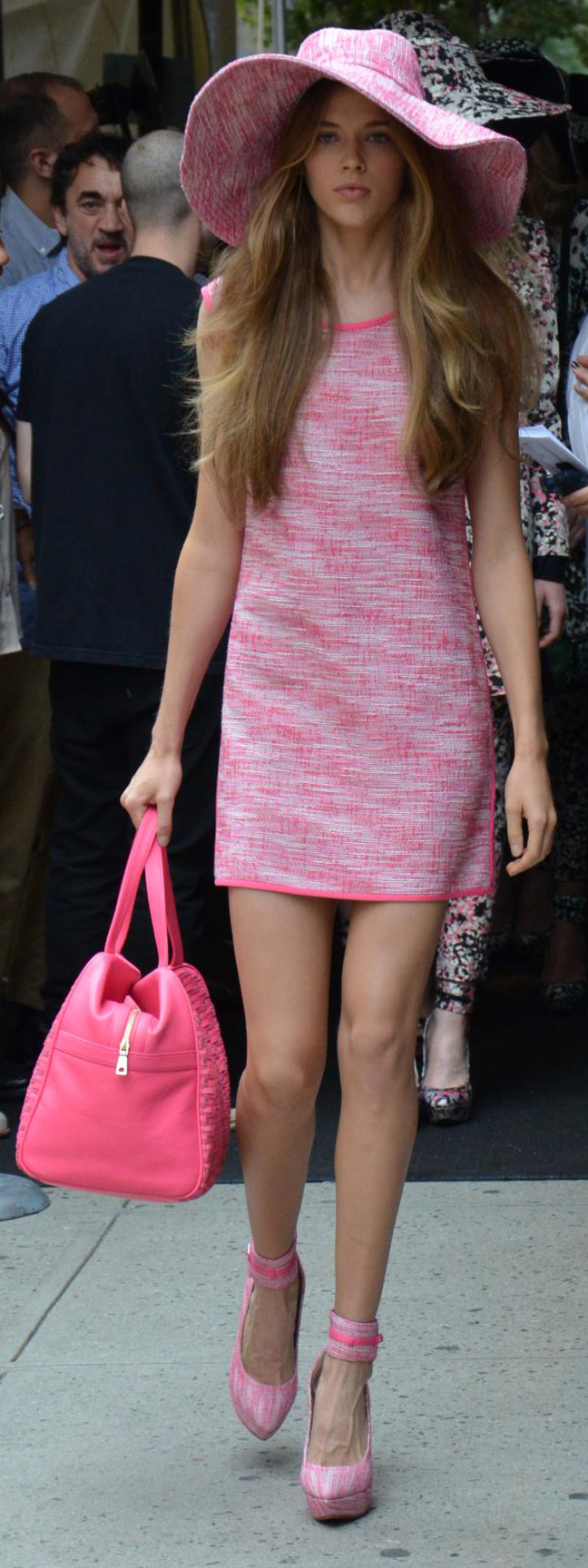

디케이엔와이(DKNY)는 1984년에 도나 캐런에 의해 설립된 패션 브랜드로, 현재는 지쓰리어페럴그룹 산하에 있다.